# Félix Laureano
Félix Laureano, né le 20 novembre 1866 à Patnongon et mort le 18 décembre 1952 à Makati, est un photographe philippin et espagnol.

## Biographie
Félix Laureano est considéré comme l'un des premiers photographes de nationalité philippine, bien que ses origines soient créoles.

## Réalisations
Formé à la fois en Europe et aux Philippines, Laureano a photographié des portraits, des combats de coqs et de taureaux, considérant la photographie comme un art.
Il publia le premier livre de photographies sur les Philippines (Mémoires des Philippines) en 1895 à Barcelone.

## Collections
- Bibliothèque nationale d'Espagne.